# Piękna Lobus
Piękna Lobus è una struttura geologica di (152830) I Selam di circa 240 m di diametro.
È per dimensioni il minore dei due lobi che costituiscono Selam.
Il suo nome, in linea con la convenzione adottata per le strutture geologiche di Selam, riprende la parola per l'aggettivo "bella" in lingua polacca.